# Parajas
Parajas (en eonaviego, Paraxes) es un lugar y una parroquia del concejo asturiano de Allande, en España.
En sus 2,62 km² habitan 48 personas (año 2011) repartidas entre las 2 poblaciones que forman la parroquia.
El lugar de Parajas se halla a 540 metros de altitud, en la margen derecha del río Arganza, a unos 15 kilómetros de Pola de Allande, la capital del concejo. Habitan en él 22 personas. Su iglesia parroquial, probablemente del siglo XV, presenta nave única y cabecera cuadrada. Lo más destacable de ella es su espadaña de sillería con doble arcada de medio punto.

## Nomenclátor
Según el nomenclátor de 2023 la parroquia comprende las poblaciones de:
- Argancinas (aldea)
- Parajas (Paraxes, lugar)